# Santé au Cameroun
 (décembre 2010).
Si vous disposez d'ouvrages ou d'articles de référence ou si vous connaissez des sites web de qualité traitant du thème abordé ici, merci de compléter l'article en donnant les références utiles à sa vérifiabilité et en les liant à la section « Notes et références ».

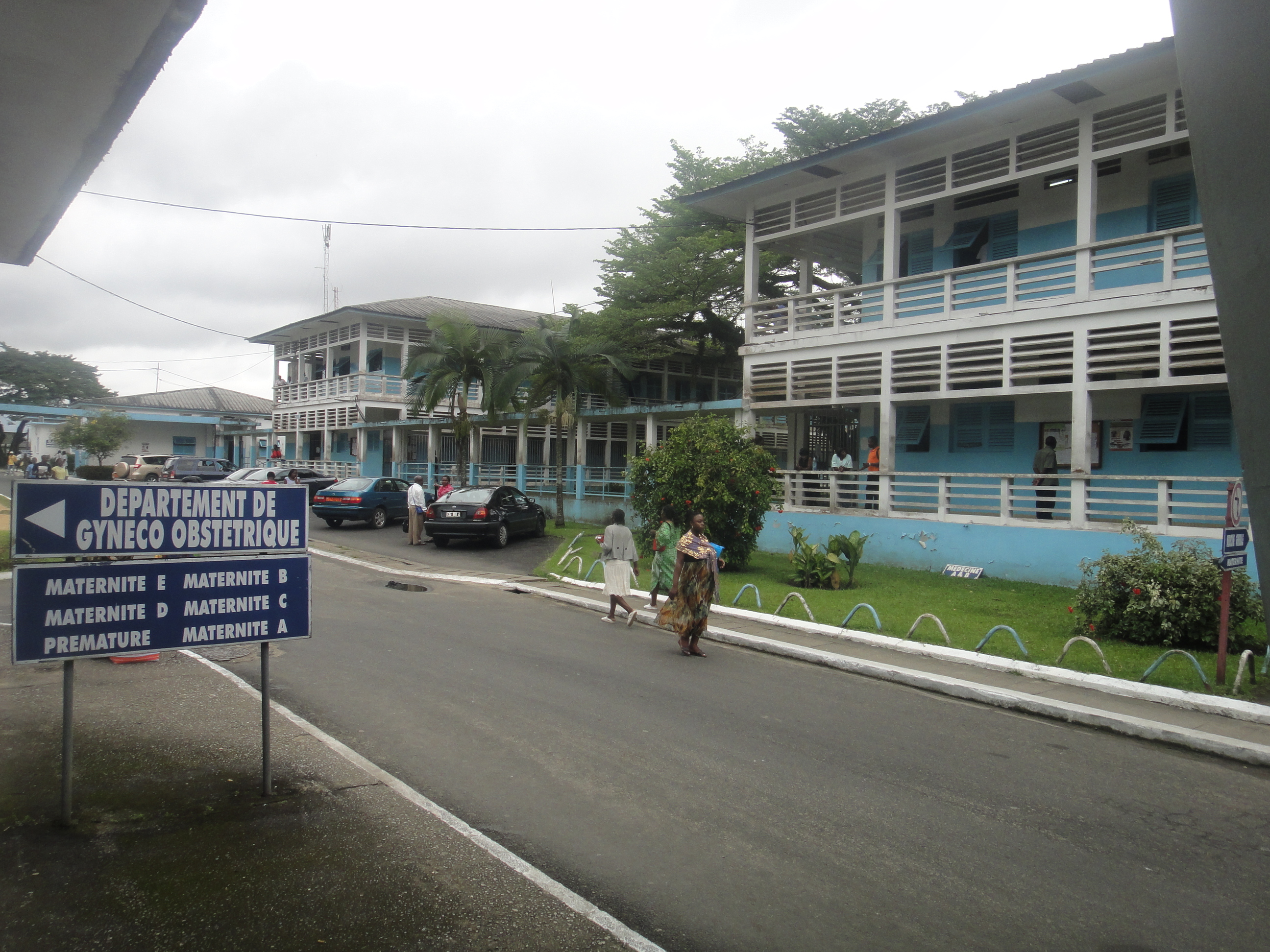
Hôpital Laquintinie à Douala.

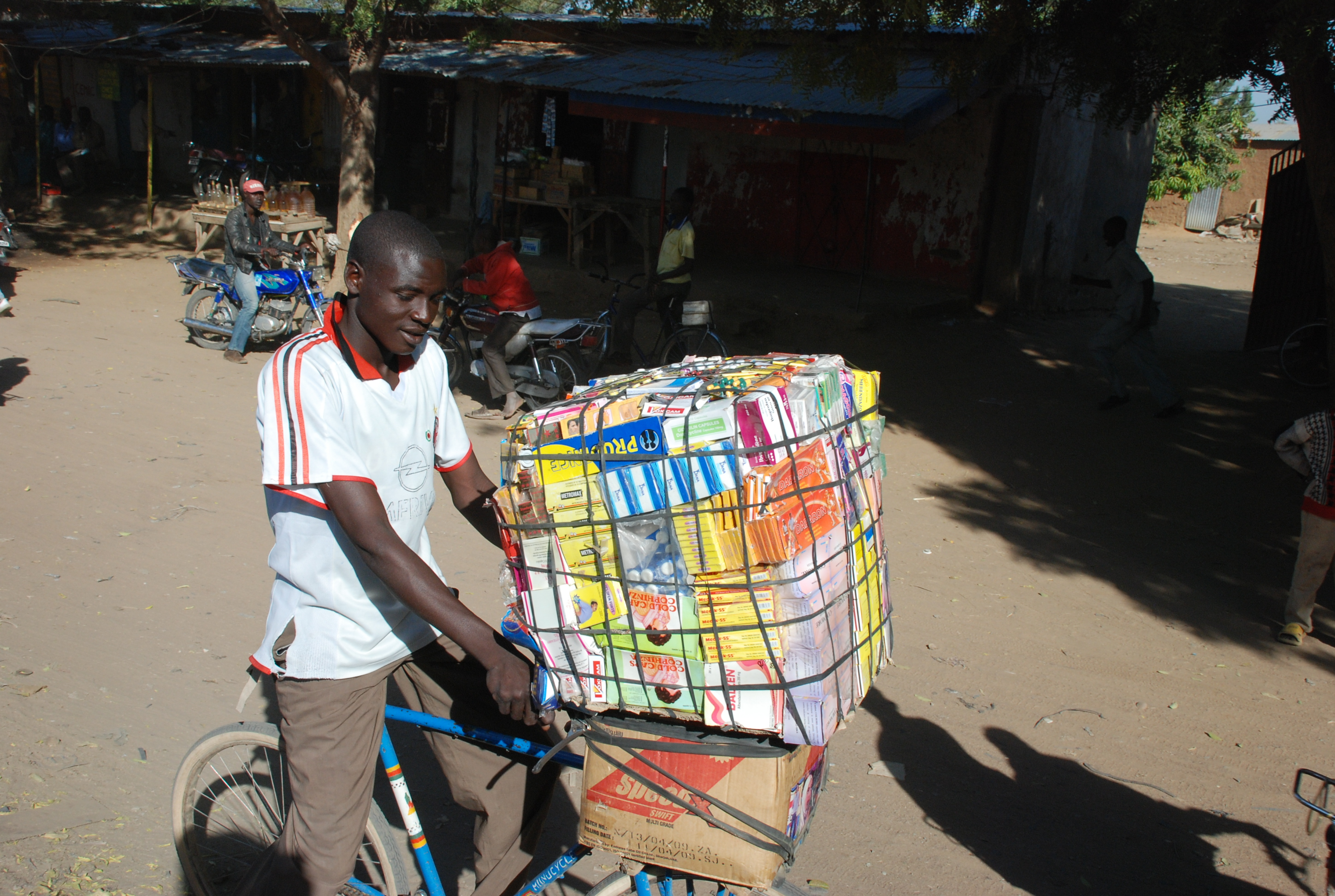
Vendeur ambulant de médicaments à Maroua dans l'Extrême-Nord.

Le Cameroun a dû faire face ces dernières décennies à deux graves crises en matière de santé, qui perdurent encore : il s'agit du paludisme et du sida.
- Le paludisme pose un problème de santé publique majeur pour les populations vulnérables et pauvres. Il fait partie des cinq maladies les plus importantes et les plus meurtrières au Cameroun. Il représente environ 45 % des consultations médicales, 23 % des hospitalisations, 26 % des arrêts maladie, 40 % des décès chez les enfants de moins de 5 ans, 35 % de la mortalité en hôpital et 40 % du budget annuel des ménages. 300 000 moustiquaires imprégnées ont été distribuées en 2005 pour les femmes enceintes et les jeunes enfants[1].
- Le taux de prévalence du sida atteint 5,5 % chez les 15-19 ans. Sur les 500 000 personnes contaminées, 49 000 sont décédées en 2003. Plus de 70 % des malades ont entre 15 et 45 ans, au moins 25 % des cas vivent en zone rurale, 49 % sont des célibataires et 51 % sont mariés[2]. La transmission du VIH se fait dans 90 % des cas par rapports sexuels non protégés, hétérosexuels surtout. La transmission sanguine et celle de la mère à l'enfant représentent environ 10 % des cas. Les populations les plus vulnérables sont les femmes (6,8 % de prévalence contre 4,1 % chez les hommes), et les jeunes de 15-24 ans[3]. Le gouvernement subventionne les antirétroviraux et distribue des préservatifs aux populations, en partenariat avec des ONG (37 millions de préservatifs distribués en 2005). Des centres de prévention et de dépistage volontaire anonyme ont été créés dans chaque district, dans le cadre de la décentralisation de la lutte contre le fléau.

## L'alimentation: malnutrition infantile
- Environ 15 % des enfants de moins de 5 ans souffrent de malnutrition. La ration journalière moyenne de 2300 calories est assurée à 40 % par les céréales, 30 % par les tubercules, 10 % par le poisson et 3 % par la viande[4].

## La santé: vulnérabilité persistante

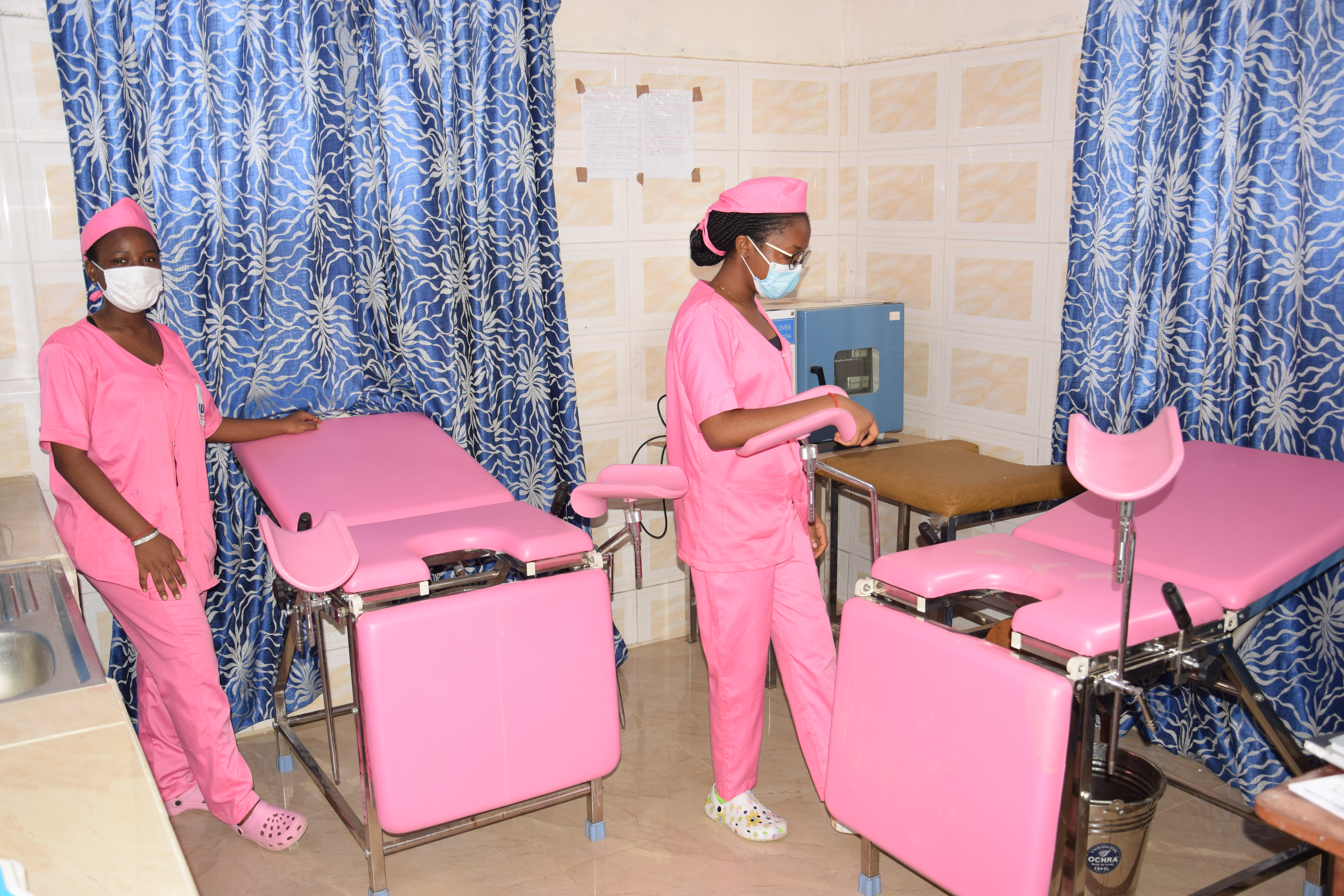
Salle de travail dans un hôpital du Cameroun

- D'après le magazine panafricain Jeune Afrique, 64 % des accouchements ont lieu dans un centre de santé formelle. 55 % des enfants ont reçu les quatre principaux vaccins (polio, tuberculose, diphtérie/tétanos, rougeole/coqueluche).

Les maladies à potentiel épidémique les plus fréquentes et qui sont sous surveillance intégrée sont: la fièvre jaune, le choléra, la méningite cérébro-spinale, la rougeole, la dysenterie bacillaire, la trypanosomiase, le paludisme.